# Charles Martin des Pallières
Ne doit pas être confondu avec son grand-père, Bernard-Charles-Élisabeth Martin des Pallières.
Pour les articles homonymes, voir Martin, Pallières et Martin des Pallières.
Charles Gabriel Félicité Martin des Pallières est un militaire et homme politique français né le 22 novembre 1823 à Courbevoie (Seine) et décédé le 10 novembre 1876 à Palaiseau (Seine-et-Oise).

## Biographie
Il est le fils de Jean Marie Ange, capitaine et de Caroline Roper Curzon. Entré à l'école militaire de Saint-Cyr en 1841. Il sert au Maroc (1844), au Sénégal (Grand-Bassam 1851-1853), en Crimée (Sébastopol 1854-55). Il se marie avec Marie-Hélène Morgantini à Livourne (Italie) en juin 1857. Il sert en Cochinchine (Saigon, 1858-60), en Chine (Zhoushan, 1860), de nouveau au Sénégal (1863-1865), il est général de brigade en 1868 dans l'infanterie de marine, participe aux combats pendant la guerre franco-prussienne (Sedan, Bazeilles, Orléans, 1870).  
(Au cours de 1870 et 1873, un nouveau quartier et casernes militaires de l'infanterie de marine français ont été construits sur le site de la vieille (1790) citadelle de Saigon, appelé Caserne Martin des Pallières. Le site a joué un rôle sombre durant la Seconde Guerre mondiale, lorsque l'armée japonaise d'invasion l'utilise comme camp d'internement. Ce vaste camp de concentration tenait environ 4 500 prisonniers français. Aujourd'hui, le premier niveau de l'immeuble est occupé par l'Université vietnamienne des sciences sociales et humaines (en), Campus Dinh Tien Hoang.)  
Il est représentant de la Gironde de 1871 à 1876, il est membre d'un parti monarchiste conservateur appelé l'Union des Droites, fait campagne pour un retour de Napoléon III ou de son fils Napoléon IV. Il est questeur de l'Assemblée nationale. 
Il écrit deux livres. Dans le premier, appelé Réorganisation de l'Armée Française, il propose une modification complète de l'armée, y compris une conscription générale de la population masculine pendant un minimum d'un an. Dans le deuxième livre, appelé Orléans, publié en 1872, il raconte l'histoire de la guerre franco-prussienne, y compris ses commentaires sur Gambetta.  
Les casernes Martin-des-Pallières, situées à Cherbourg, ont été nommés d'après lui. Cet endroit utilisé pour être une ancienne abbaye appelée Notre-Dame du Vœu, qui au cours des siècles a changé de fonction : résidence du gouverneur de Normandie, hôpital de la marine, camp militaire, et finalement des casernes pour l'infanterie de marine de Cherbourg. Les casernes perdent de leur importance militaire et sont vendus en 1928. Au cours de la Seconde Guerre mondiale, les bâtiments ont été fortement endommagés et incendiés par les Allemands en juin 1944. La municipalité a acquis le site en 1961 et a commencé la restauration des parties les plus anciennes des bâtiments comme un monument et site historique. La toute nouvelle caserne Martin-des-Pallières se trouve maintenant dans le camp militaire d'Auvours sur la commune de Champagné, à environ 12 km à l'est du Mans. C'est la base du 2e régiment d'infanterie de marine (RIMa).

## Décorations
- Commandeur de la Légion d'honneur[2]
- Chevalier de l'ordre de Charles III

### Sources
- « Charles Martin des Pallières », dans Adolphe Robert et Gaston Cougny, Dictionnaire des parlementaires français, Edgar Bourloton, 1889-1891 [détail de l’édition]